# Utah Stars
Utah Stars – amerykański klub koszykarski z siedzibą pierwotnie w Anaheim, następnie w Los Angeles i w  Salt Lake City, działający w latach 1967–1976. Klub występował w lidze ABA, a jego największy sukces to mistrzostwo ligi w 1971, oraz dotarcie do finałów w 1970 roku, jeszcze jako Los Angeles Stars i 1974 roku.

## Historia
Zespół powstał w 1967 jako Anaheim Amigos. Miał swoją siedzibę w Anaheim, w Kalifornii. Spotkanie były rozgrywane w hali Anaheim Convention Center. Barwami zespołu były pomarańcz i czerń. Już po pierwszym sezonie rozgrywek w lidze ABA lokalizacja zespołu została zmieniona. W 1968 roku przeniesiono jego siedzibę do Los Angeles, a nazwę zmieniono na Stars. Miejscem spotkań zespołu stała się Los Angeles Memorial Sports Arena. Następna zmiana lokalizacji nastąpiła w 1970, kiedy to zespół przeniósł się do Salt Lake City. Od tamtej pory jego spotkania były rozgrywane w hali  Salt Palace.

## Sukcesy
| Tytuł                                            | Liczba | Rok              |
| ------------------------------------------------ | ------ | ---------------- |
| Mistrz Dywizji Zachodniej ABA (sezon zasadniczy) | 3      | 1972, 1973, 1974 |
| Mistrz Dywizji Zachodniej ABA (finał ABA)        | 2      | 1970, 1974       |
| Mistrz ABA                                       | 1      | 1971             |

## Włączeni do Basketball Hall of Fame
- Moses Malone[7]

## Liderzy statystyczni ABA
- Moses Malone - lider ABA w liczbie ofensywnych zbiórek (1974 - 455)[8]
- Zelmo Beaty - lider ABA w skuteczności rzutów z gry (1971 - 55,4%)[9]
- Jimmy Jones - lider ABA w skuteczności rzutów wolnych (1974 - 88,4%)[10]
- Mike Butler - lider ABA w skuteczności rzutów wolnych (1971 - 91,1  %)[9]
- Red Robbins - lider ABA w skuteczności rzutów za 3 punkty (1972 - 40,8%)[11]
- Glen Combs - lider ABA w liczbie celnych rzutów za 3 punkty (1972 - 103)[11]
- Lester Selvage - lider ABA w liczbie oddanych rzutów za 3 punkty (1968 - 461)[12]
- Lester Selvage - lider ABA w liczbie celnych rzutów za 3 punkty (1968 - 147)[12]

## Wyniki sezon po sezonie
| Sezon             | Wyg. | Przeg. | Odsetek | Wyniki play-off                                                          |
| ----------------- | ---- | ------ | ------- | ------------------------------------------------------------------------ |
| Anaheim Amigos    |      |        |         |                                                                          |
| 1967-68           | 25   | 53     | .321    |                                                                          |
| Los Angeles Stars |      |        |         |                                                                          |
| 1968-69           | 33   | 45     | .423    |                                                                          |
| 1969-70           | 43   | 41     | .512    | Los Angeles 4, Dallas 2 Los Angeles 4, Denver 1 Indiana 4, Los Angeles 2 |
| Utah Stars        |      |        |         |                                                                          |
| 1970-71           | 57   | 27     | .679    | Utah 4, Texas 0 Utah 4, Indiana 3 Utah 4, Kentucky 3                     |
| 1971-72           | 60   | 24     | .714    | Utah 4, Dallas 0 Indiana 4, Utah 3                                       |
| 1972-73           | 55   | 29     | .655    | Utah 4, San Diego 0 Indiana 4, Utah 2                                    |
| 1973-74           | 51   | 33     | .607    | Utah 4, San Diego 2 Utah 4, Indiana 3 New York 4, Utah 1                 |
| 1974-75           | 38   | 46     | .452    | Denver 4, Utah 1                                                         |
| 1975–76           | 4    | 12     | .250    |                                                                          |

## Nagrody indywidualne
| Trener Roku - Bill Sharman (1970) - Joe Mullaney (1974) | MVP finałów ABA - Zelmo Beaty (1971) |

| I skład ABA - Jimmy Jones (1973-74) - Ron Boone (1975) | II skład ABA - Zelmo Beaty (1971-72) - Willie Wise (1972, 1974) - Ron Boone (1974) |

| I skład defensywny ABA - Willie Wise (1973-74) | I skład debiutantów ABA - Larry Miller (1969) - Mack Calvin (1970) - Willie Wise (1970) - Moses Malone (1975) |

| Uczestnicy meczu gwiazd - Willie Wise (1972-74) - Ron Boone (1971, 1974-75) - Zelmo Beaty (1971-73) - Glen Combs (1971-72) - Jimmy Jones (1973-74) - Larry Bunce (1968) - Ben Warley (1968) - Mervin Jackson (1969) - Warren Davis (1969) - Red Robbins (1971) - Moses Malone (1975) | Zespół wszech czasów ABA - Willie Wise - Ron Boone - Zelmo Beaty - Jimmy Jones - Moses Malone |